# قانون ولکر

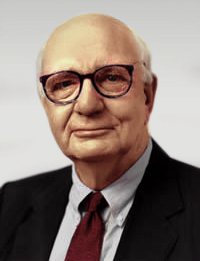
پل ولکر

قانون ولکر، (به انگلیسی: Volcker Rule) به محدودیت‌های معاملاتی و مجموعه قوانینی که از طرف دولت‌ها و نهادهای نظارتی آنها، بر روی مؤسسات مالی و بانکی، اعمال می‌گردد، گفته می‌شود. این قانون به موسسات مالی تأکید می‌کند که فعالیت بال‌های مختلف نهاد از جمله تأمین سرمایه، سرمایه‌گذاری و بخش اعتباری و تسهیلاتی آن جدا از یکدیگر باشند. همچنین بانک‌ها اجازه ندارند، تا نقش مشاور مالی و در عین حال اعتبار دهنده به مشتری را، ایفا کنند. 
هدف قانون ولکر از اعمال این قوانین جلوگیری از به وجود آمدن تضاد در منافع ما بین مؤسسه مالی و مشتری آن‌ها است. این قانون بنام پل ولکر؛ رئیس هیئت مدیره پیشین فدرال رزرو، نام‌گذاری شده‌است. بنظر پال ولکر فعالیت‌های عرف در صنعت بانکداری باید در محدوده جذب سپرده، اعطای تسهیلات عادی و اعطای تسهیلات مسکن باقی‌مانده و بانک نباید با پول سپرده‌گذاران و مشتریان خود، وارد سفته‌بازی و بازارهای معاملاتی ریسکی شود، چرا که در آن صورت، ریسک واقعی توسط سپرده‌گذار تقبل می‌شود و نه بانک.
در پی بحران مالی ۲۰۱۲–۲۰۰۷ در ایالات متحده که از یک طرف متاثر از فعالیت‌های با ریسک بالا موسسات مالی، با پول سپرده‌گذاران و از طرف دیگر عدم نظارت کافی نهادهای نظارتی بر روی فعالیت‌ها و ابزارهای پیچیده مالی بود، نیاز به اعمال این نوع از قوانین را روشن‌تر کرد.